# لوك أليوت
لوك أليوت (بالإنجليزية: Luke Elliot)‏ هو كاتب أغاني أمريكي، ولد في 30 يونيو 1984 في برينستون في الولايات المتحدة.

## وصلات خارجية
- لوك أليوت على موقع IMDb (الإنجليزية)